# El bosque de los muertos
El bosque de los muertos (Forest of the Dead) es el noveno episodio de la cuarta temporada moderna de la serie británica de ciencia ficción Doctor Who, emitido originalmente el 7 de junio de 2008. Es la segunda parte de una historia en dos episodios que comenzó con Silencio en la biblioteca y que supuso la presentación de Alex Kingston como la futura acompañante River Song.

## Argumento

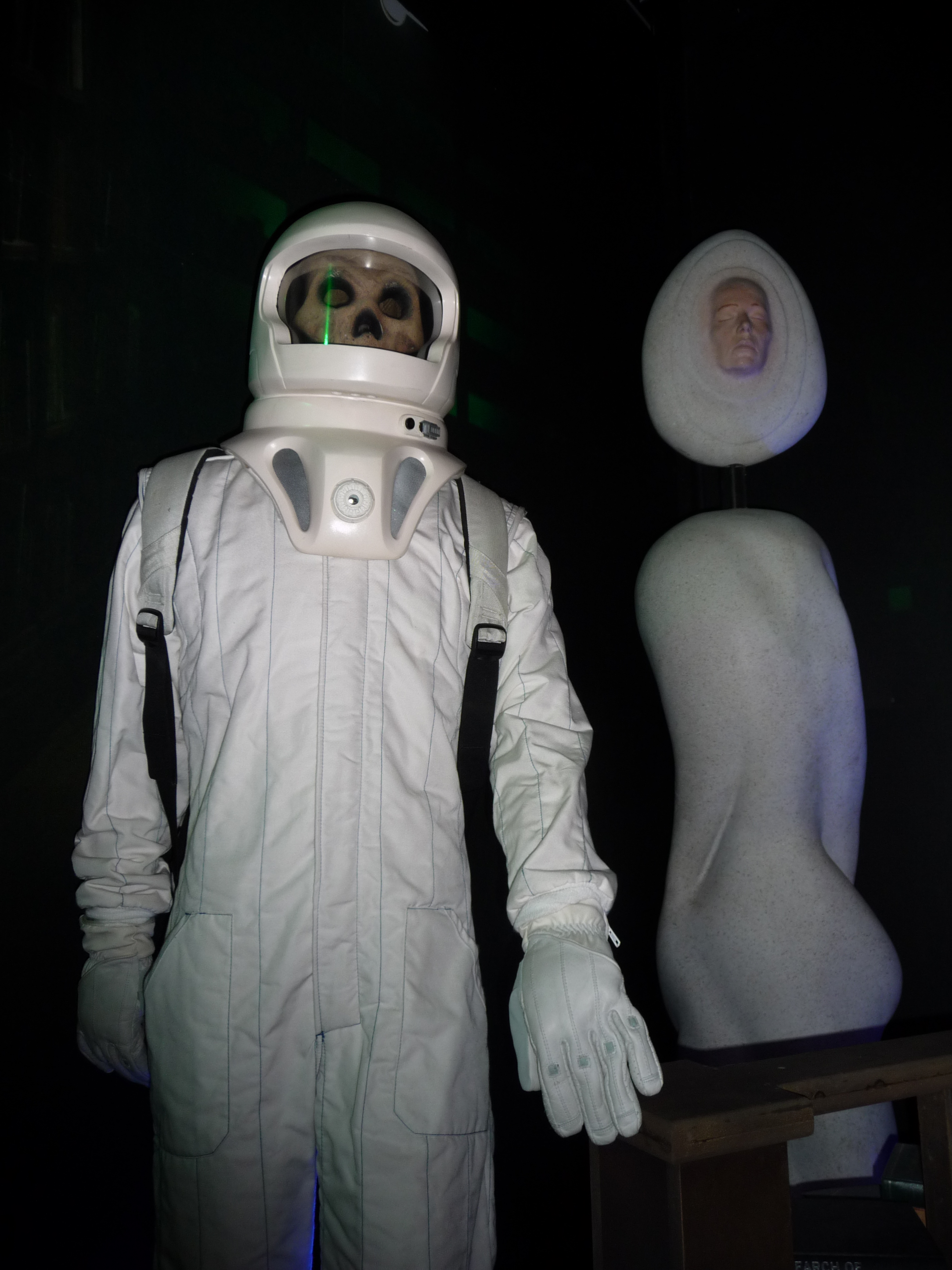
Una de las víctimas de los Vashta Nerada.

El Décimo Doctor, River Song, Strackman Lux y el resto de su equipo huyen de los Vashta Nerada, unas criaturas microscópicas carnívoras que acechan en las sombras de la Biblioteca. Otros miembros del equipo son consumidos, y sus esqueletos y trajes animados por esas criaturas, persiguen a los supervivientes. Durante un respiro, Lux explica que su abuelo construyó la Biblioteca para la tía de Lux, Charlotte Abigail Lux, que fue diagnosticada de niña con una enfermedad incurable. El abuelo de Lux hizo fabricar una gran supercomputadora (CAL, las iniciales de Charlotte) en el corazón de la Biblioteca, para permitir a la mente de Charlotte vivir entre todos los trabajos escritos de la humanidad. El Doctor se da cuenta de que la gente que fue salvada, lo fue de forma literal por el ordenador, todos estaban "salvados" en su disco duro, y eso significaba que la mente de CAL estaba estrujada entre miles de otras mentes, algo que hizo cuando los Vashta Nerada comenzaron a atacar a la gente. Incluso el antivirus, guardado en la luna de la Biblioteca, y de mote "Doctor Moon", tiene dificultades para ayudar a CAL a mantener el control.
El Doctor intenta hablar con los Vashta Nerada. Deduce que para crear los libros de la Biblioteca, se usó madera de unos bosques de un planeta diferente, los bosques en los que los Vahsta Nerada vivían y tenían seguridad, y por eso reclaman para ellos la Biblioteca. El Doctor les pide un día para liberar a los que están atrapados en el ordenador, incluida su acompañante Donna Noble, y después le dejarán a ellos la Biblioteca. Las criaturas acceden. El Doctor y River bajan al núcleo, y el Doctor se prepara para conectarse a sí mismo al terminal de la computadora, sabiendo que eso le matará. River le deja inconsciente de un puñetazo, le esposa a una columna, y toma su lugar. El Doctor intenta detenerla, pero River le dice que su muerte evitaría que ella le conociera en su propio pasado. Cuando el Doctor le dice que el tiempo puede reescribirse, ella le espeta "No esos días, ni una línea, no te atrevas". River se niega a decirle quién es antes de activar el dispositivo para la angustia del Doctor.
Mientras tanto, en la simulación dentro del ordenador, un pueblo aparentemente normal de la Tierra contemporánea, El Doctor Moon presenta a Donna a Lee, con quien se casa y tiene dos hijos. Dándose cuenta de que parece haber saltos en el tiempo dentro de la simulación, Donna recibe aviso de su naturaleza informática por parte de la Srta. Evangelista, una de las víctimas de los Vahsta Nerada; al estar ya medio corrompida cuando el ordenador la capturó y la introdujo en la base de datos, tiene la apariencia deformada, pero una mente brillante que le permite ver la realidad por lo que es. Donna vuelve a casa cuestionándose su realidad, lo que provoca que sus hijos desaparezcan. Cuando River inicia la conexión, la simulación comienza a desvanecerse. Desesperadamente, Donna intenta agarrarse a Lee hasta que todo se vuelve blanco.
La gente almacenada en la computadora comienza a rematerializarse en la superficie de la Biblioteca, y Lux los evacúa a las naves de transporte. Por separado, Donna y Lee intentan encontrarse sin conseguirlo, dejando a Donna con el corazón roto pensando que Lee era una simulación de CAL. Cuando se preparan para dejar la Biblioteca para siempre, el Doctor y Donna dejan el diario y el destornillador sónico de River, pero momentos después, el Doctor se pregunta por qué le daría su destornillador sónico. Examinándolo, descubre un grabador de datos dentro del mecanismo que ha preservado el fantasma de datos de River. Corriendo hacia el núcleo, lo carga en su interior antes de que se disipe. River despierta en la simulación, junto a todas las víctimas de los Vahsta Nerada que también están allí recibiéndola, para vivir en esa realidad eternamente.

### Continuidad
Según Steven Moffat, la pistola desmaterializadora que usa River Song para ayudar al equipo a escapar de los Vashta Nerada al principio del episodio es la misma que usó Jack Harkness en El Doctor baila. Moffat sugiere que se la dejó en la TARDIS tras El momento de la despedida, y se la quedó River Song en el futuro del Doctor. El Doctor por primera vez abre las puertas de la TARDIS chasqueando los dedos, después de que River Song le mencione que en el futuro lo hará. Volverá a hacerlo en En el último momento y El día de la Luna, y lo intenta hacer en La mujer del Doctor.

## Producción

### Guion
El bosque de los muertos se anunció inicialmente como River's Run (La carrera de River), antes de que le cambiaran el título a última hora. Los hijos de Donna en el mundo informático se llamaron Josh y Ella en honor al hijo de Steven Moffat y el hijo de un amigo suyo.

### Casting
Para el papel de River Song, a quien el productor Russell T Davies describe como "algo así como la mujer del doctor", el equipo de producción quiso llamar a Kate Winslet. Uno de los primeros papeles como actriz de Winslet fue en la serie juvenil de la BBC Dark Season, escrita por Davies. El papel finalmente fue para Alex Kingston, de quien Davies dijo, "¡Joder, la adoro!".

### Rodaje
Varias escenas de este episodio y de su primera parte se rodaron en Bragwyn Hall, en Swansea, Gales. Las escenas del clímax del episodio (en el núcleo de la biblioteca), se rodaron en una subestación eléctrica de una fábrica en desuso en Waunarlwydd, Swansea. Otras escenas se rodaron en la antigua biblioteca central de Swansea. Las escenas en el interior del ordenador se rodaron en los Dyffryn Gardens, St Nicholas. El vestido de novia que llevó Catherine Tate en este episodio es el mismo que llevó en La novia fugitiva.

## Recepción
El bosque de los muertos tuvo una audiencia de 7,84 millones de espectadores, con un 40% de share, el más alto de la temporada y el más alto en su horario de emisión. Tuvo una puntuación de apreciación de 89 (considerado "Excelente"), hasta la fecha una de las más altas que había recibido la serie, empatada con El momento de la despedida, El día del Juicio Final y la primera parte de esta historia, Silencio en la biblioteca.
Las dos partes de esta historia fueron nominadas a un premio Hugo a la mejor presentación dramática en forma corta.